# 関西コレクション
関西コレクション（かんさいコレクション、KANSAI COLLECTION、略称：関コレ）は、主に若い女性向けのファッションショー、ライブイベントである。「大阪から世界へ発信する関西の文化イベント」をテーマとし、さまざまな角度からファッションイベントやモデルイベントを展開している。

## 概要
主催は、株式会社KANSAI COLLECTIONを中心とした実行委員会である。実行委員長は中川康之。2010年11月に堂島リバーフォーラムにて行われたプレパーティーに始まり、以降は京セラドーム大阪にて年2回のペースでさまざまなジャンルを取り入れている。
2011年の第1回『2011S/S』から2013年の第6回『2013A/W』までは関西テレビ放送も協力しており、開催時期によってはイベントの終了後（主に日曜日の深夜）に1時間のダイジェスト番組をローカル放送することもあった。2014年の第7回『2014S/S』からは、同局に代わって同じ在阪民放局の朝日放送が協力しており、一時期はダイジェスト番組を放送していたが、2019年以降は見送られている。
2020年には、新型コロナウイルス感染症の流行を踏まえ、同年3月1日に予定されていた第19回公演『2020S/S』の開催が中止された。2021年に入ってもなお同感染症の流行は続いていたものの、第20回公演『2021S/S』は3月7日に開催された。
2021年の第21回『2021A/W』からはスペシャルパートナーとしてエクシア合同会社が入り、イベント名も『EXIA Presents KANSAI COLLECTION 2021 AUTUMN＆WINTER』となっている。コロナ禍の中、来場者全員の検温の実施、人数制限、観客間のソーシャルディスタンスの確保など、さまざまな感染対策を実施したうえで開催された。

## 沿革
- プレパーティ（2010年11月23日） - KANSAI COLLECTION PRE-PARTY（堂島リバーフォーラム）
- 第1回（2011年2月11日） - KANSAI COLLECTION 2011S/S （京セラドーム大阪）13,000人来場[1]
- 第2回（2011年9月11日） - KANSAI COLLECTION 2011A/W（京セラドーム大阪）18,500人来場[1]
- 第3回（2012年2月26日） - KANSAI COLLECTION 2012S/S （京セラドーム大阪）22,000人来場[1]
- 第4回（2012年9月17日） - KANSAI COLLECTION 2012A/W（京セラドーム大阪）26,000人来場[1]
- 第5回（2013年3月3日） - KANSAI COLLECTION 2013S/S （京セラドーム大阪）27,000人来場[1]
- 第6回（2013年9月21日） - KANSAI COLLECTION 2013A/W（京セラドーム大阪）27,000人来場[1]
- 第7回（2014年3月16日） - KANSAI COLLECTION 2014S/S （京セラドーム大阪）30,000人来場[1]
- 第8回（2014年9月21日） - KANSAI COLLECTION 2014A/W（京セラドーム大阪）30,000人来場[1]
- 第9回（2015年4月12日） - KANSAI COLLECTION 2015S/S （京セラドーム大阪）35,000人来場[1]
- 第10回（2015年9月23日） - KANSAI COLLECTION 2015A/W（京セラドーム大阪）36,000人来場[1]
- 第11回（2016年2月28日） - KANSAI COLLECTION 2016S/S （京セラドーム大阪）37,500人来場[1]
- 第12回（2016年9月18日） - KANSAI COLLECTION 2016A/W （京セラドーム大阪）38,000人来場[1]
- 第13回（2017年3月19日） - KANSAI COLLECTION 2017S/S （京セラドーム大阪）39,000人来場[1]
- 第14回（2017年8月30日） - KANSAI COLLECTION 2017A/W（京セラドーム大阪）31,000人来場[1]
- 第15回（2018年3月21日） - KANSAI COLLECTION 2018S/S （京セラドーム大阪）40,500人来場[1]
- 第16回（2018年8月29日） - KANSAI COLLECTION 2018A/W （京セラドーム大阪）41,000人来場[1]
  - この公演からは、日本のファッションイベントでは初めて、「自由チケット」（京セラドームでのスタンド自由席かアリーナの立見ゾーンから無料で観覧できるチケット）を枚数限定で事前に発行している。
- 第17回（2019年3月17日） - KANSAI COLLECTION 2019S/S （京セラドーム大阪）44,000人来場[1]
- 第18回（2019年8月27日） - KANSAI COLLECTION 2019A/W （京セラドーム大阪）43,000人来場[1]
- 第19回（2020年3月1日） - KANSAI COLLECTION 2020S/S （京セラドーム大阪）※新型コロナウイルス感染症拡大防止の為中止[1]
- 第20回（2021年3月7日） - KANSAI COLLECTION 2021S/S （京セラドーム大阪）7,500人来場[1]
- 第21回（2021年9月5日） - EXIA Presents KANSAI COLLECTION 2021A/W （京セラドーム大阪）5,000人来場[1]
- 第22回（2022年3月5日） - EXIA Presents KANSAI COLLECTION 2022S/S （京セラドーム大阪）10,000人来場[1]
- 第23回（2022年8月4日） - EXIA Presents KANSAI COLLECTION 2022A/W （京セラドーム大阪）20,000人来場[1]
- 第24回（2023年3月4日） - KANSAI COLLECTION 2023S/S （京セラドーム大阪）23,500人来場[1]
- 第25回（2023年8月6日） - KANSAI COLLECTION 2023A/W （京セラドーム大阪）25,000人来場[1]
- 第26回（2024年3月20日） - KANSAI COLLECTION 2024S/S （京セラドーム大阪）28,500人来場[1]
- 第27回（2024年8月1日） - KANSAI COLLECTION 2024A/W （京セラドーム大阪）23,500人来場[1]
- 第28回（2025年3月2日） - KANSAI COLLECTION 2025S/S （京セラドーム大阪）25,600人来場[1]

### GAKUSEI RUNWAY produce by KANSAI COLLECTION
日本中の学生の「夢」を叶えるイベントとして関西コレクションがプロデュースしているイベントである。

#### GAKUSEI RUNWAY
- 第1回（2023年6月4日） - 学生ランウェイ-GAKUSEI RUNWAY 2023-（なんばHatch）
- 第2回（2023年12月10日）  - 学生ランウェイ-GAKUSEI RUNWAY 2023-（なんばHatch）
- 第3回（2024年6月16日）- GAKUSEI RUNWAY 2024 SPRING&SUMMER（なんばHatch）[3]
- 第4回（2024年12月28日） - GAKUSEI RUNWAY 2024 A/W（なんばHatch）
- 第5回（2025年5月25日） - GAKUSEI RUNWAY 2025 SUMMER（なんばHatch）

## 参加ブランド
第1回参加ブランド
ANAYI、 BUFFAROBOBS、enterG、GRACECONTINENTAL、Language、VANQUISH、他
第2回参加ブランド
ANAYI、BUFFAROBOBS、INED、JUSGLITTY、DKDNY、rienda、VANQUISH、他
第20回参加ブランド
&rere、ALAND、OLIVE des OLIVE、GOTCHA、SPIRALGIRL、SPINNS、dazzlin、Tika、BACK TO THE FIELD、パニカムトーキョー、Fi.n.t、BASE、BOY LONDON、MIIA、Mimily、ReZARD、ROYAL PARTY、NICE CLAUP、他
第21回参加ブランド
R4G、eim、EDDEN ELLEN、Casper John、ZILVER、Darich、D4、NieR CLOTHING、パニカムトーキョー、82comb、F i.n.t 、4GEEKs by SPIRALGIRL、MIIA、mite、moment+、ReZARD、ROYAL PARTY、他

## 出演者
各回、ゲスト、モデル、アーティスト、MCが出演。これまでの公演における主な出演者は以下の通りである。

### モデル・タレント
- 愛菜
- 新井美穂
- 朝比奈彩
- 有末麻祐子
- アンジェラ芽衣
- 池田美優（みちょぱ）
- 池端レイナ
- 泉はる
- 伊藤ニーナ
- 伊藤桃々
- 岩崎春果
- 梅山恋和（当時NMB48）
- 江野沢愛美
- emma
- 瑛茉ジャスミン
- 愛花
- 大川藍
- 太田夢莉（当時NMB48）
- 岡田結実
- 越智ゆらの（ゆらゆら）
- 小貫莉奈
- 香川沙耶
- 筧美和子
- 加藤ナナ
- 河北麻友子
- 木下優樹菜
- 熊江琉唯
- 久間田琳加（りんくま）
- 黒木麗奈
- 黒瀧まりあ
- 熊田曜子
- 小林サラ
- 小泉遥
- Kotomi
- 近藤千尋
- 小室安未
- 坂田梨香子
- 佐藤ミケーラ
- 白川愛梨
- 白間美瑠（当時NMB48）
- 下村実生
- 鈴木愛理
- 鈴木美羽
- 鈴木ゆうか
- 清家麻里奈
- 平祐奈
- 高橋かの
- 髙橋ひかる
- 田口珠李
- 武田玲奈
- 立花恵理
- 田中芽衣
- 田辺かほ
- 谷まりあ
- 玉城ティナ
- 多屋来夢
- 土屋怜菜
- 鶴嶋乃愛（のあにゃん）
- 徳本夏恵（なちょす）
- 筒井結愛
- 中野あいみ
- 中野恵那
- 中村里砂
- 浪花ほのか
- 難波サキ
- Niki
- 西本ヒカル
- 生見愛瑠（めるる）
- ねお
- 蜂谷晏海
- 林田真尋
- 土方エレナ
- 平瀬あいり
- 藤井サチ
- 藤田ニコル
- 舟山久美子
- 堀田茜
- 前田希美
- 益若つばさ
- 松井愛莉
- 松井貴香
- 松岡花佳
- 松川菜々花
- 松永有紗
- 道端アンジェリカ
- 宮城舞
- 宮城夏鈴
- 宮本茉由
- 村瀬紗英（当時NMB48）
- メドウズ舞良
- 八木アリサ
- 矢作穂香
- 山本彩加（当時NMB48）
- 山本望叶（NMB48）
- 木村有希（ゆきぽよ）
- 吉木千沙都（ちぃぽぽ）
- 横田真悠
- 吉田朱里（当時NMB48）
- 莉子
- 瑠璃奈

### アーティスト
- 小柳ゆき
- May J.
- BENI
- 中田ヤスタカ
- ET-KING
- MINMI
- DEEP
- AFTERSCHOOL
- 清水翔太
- 加藤ミリヤ
- E-Girls
- TEE
- ケラケラ
- JASMINE
- SHUN
- 塩ノ谷早耶香
- BREATHE
- 青山テルマ
- 板野友美
- 三浦大知
- SUPER JUNIOR-D&E
- X-JAPAN Toshl[4][5][6][7][8][9]
- 西内まりや[10]
- T.M.Revolution[11]
- NMB48
- lol [12]
- XOX[13]
- SILENT SIREN[14]
- 知英[15]
- AKB48[16]
- ベリーグッドマン
- 大黒摩季[17]
- DA PUMP[18][19]
- HIKAKIN[20]
- Sonar Pocket[21]
- DOBERMAN INFINITY[22]
- ラストアイドル[23]
- M!LK[24][25]
- フェアリーズ[26]
- SHINJIRO ATAE(from AAA)
- Da-iCE
- みかんサイダー
- TOMORROW X TOGETHER
- 前田有嬉(ex.Whiteberry)
- KREVA
- THE BOYZ
- ビッケブランカ
- ゲスの極み乙女。
- KARA
- WATWING
- まるりとりゅうが
- 三阪咲
- 竹内唯人
- Repezen Foxx
- FUNKY MONKEY BABYS
- BUDDiiS
- NOA
- MIYAVI
- スカイピース
- NMB48
- Super Break Dawn
- MAGICOUR
- yama
- 7ORDER
- PRIKIL
- Creepy Nuts
- fromis_9
- 加藤ミリヤ
- OH MY GIRL
- 倖田來未
- 手越祐也
- Novelbright
- SPiN

## 放送
特集番組
- 関西コレクション特別番組（2013年まで関西テレビ→2014年からABCテレビで放送、いずれも1時間）

情報番組
- FM大阪にて、各回の開催前に期間限定で情報番組（タイトルはそのまま『KANSAI COLLECTION〈開催年〉SPRING&SUMMER』または『KANSAI COLLECTION〈開催年〉AUTUMN&WINTER』）を放送している。